# وو ها رام
ووها رام (کره‌ای: 우하람؛ زادهٔ ۲۱ مارس ۱۹۹۸) ورزشکار شیرجه اهل کره جنوبی است.
وی در مسابقات کشوری و بین‌المللی در مجموع برندهٔ ۶ مدال نقره، ۷ مدال برنز شده است.